# Aéroport de São Carlos
L’aéroport de São Carlos/Mário Pereira Lopes (code IATA : QSC • code OACI : SDSC) est un aéroport situé à São Carlos au Brésil.